# Dave, president per un dia
Dave, president per un dia (títol original: Dave) és una pel·lícula estatunidenca dirigida per Ivan Reitman, estrenada l'any 1993. Ha estat doblada al català.

## Argument
Dave Kovic és el perfecte sòsies de William Mitchell, el President dels Estats Units. Aquest últim crida Dave per evitar una recepció avorrida amb l'objectiu de passar una tarda tranquil·la amb una de les seves amants. Aquella tarda, Mitchell és víctima d'un accident vascular cerebral.
Amb la finalitat de no descobrir l'estat de salut del president i de deixar el vicepresident al marge, el cap de l'estat-major del president, Bob Alexander, decideix fer servir Dave a temps complet per algun temps, tot minimitzant l'accident cerebro-vascular del verdader president i enviant el vicepresident en gira diplomàtica a Àfrica. En principi una mica reticent, Dave entra en el joc, després actiu fins a fer votar un pressupost, i atreure's la simpatia de la Primera dama, que, fins aleshores, odiava i menyspreava el seu marit.
Dave acaba fins i tot per despatxar el cap d'estat-major, que s'oposa a ell. Amb la finalitat de restablir la situació, Dave simula un malestar i s'eclipsa discretament, mentre que s'anuncia la mort del verdader President.

## Repartiment
- Kevin Kline: Dave Kovic / El president William "Bill" Mitchell
- Sigourney Weaver: Ellen Mitchell
- Frank Langella: Bob Alexander
- Kevin Dunn: Alan Reed
- Ving Rhames: Duane Stevenson
- Ben Kingsley: el vicepresident Nance
- Charles Grodin: Murray Blum
- Laura Linney: Randi
- Stephen Root: Don Durenberger
- Charles Hallahan: un policia
- Bonnie Hunt: la guia de la Casa-Blanca
- Anna Deavere Smith: Mme Travis
- George Martin: el metge del president
- Arnold Schwarzenegger: ell mateix
- Ben Stein: ell mateix
- Larry King: ell mateix
- Jay Leno: ell mateix
- Oliver Stone: ell mateix

## Al voltant de la pel·lícula
- El rodatge va tenir lloc del 13 d'agost al 10 de novembre de 1992.
- En el paper de l'amant del President, hi ha Laura Linney, llavors coneguda al món del teatre i abonada als segons papers fins a la consagració amb Les Cròniques de San Francisco a la televisió i amb Les dues cares de la veritat i The Truman Show al cinema com a actriu principal.
- Estrelles convidades fan la seva aparició al film: Jay Leno, Larry King, Paul Simon, Oliver Stone i Arnold Schwarzenegger (familiar de Ivan Reitman), que fan els seus propis papers.[3]
- El film va ser nominat als Oscars 1994 a la categoria millor guió original per Gary Ross.
- Premis 
  - 1993: Nominada a l'Oscar: Millor guió original 1993: 2 nominacions al Globus d'Or: Millor pel·lícula comèdia, actor comèdia (Kline);
  - 1993: Sindicat de Guionistes (WGA): Nominada a Millor guió original
- Crítica: "Simpàtica comèdia que resulta de vegades divertida i unes altres almenys molt entretinguda"[4]